# Gilles Balmet
Gilles Balmet est un artiste plasticien et collectionneur d'art français né à La Tronche (en Isère) en 1979.

## Biographie
Arrière-petit-fils du maître-verrier Louis Balmet, Gilles Balmet est né en 1979 à La Tronche, en Isère, près de Grenoble. Diplômé de l'École supérieure d'art et design de Grenoble (promotion 2003), il a eu comme professeurs Joël Bartoloméo et Ange Leccia.
Il travaille dans trois ateliers, à Grenoble, Paris et Montpellier et enseigne la peinture et le dessin au MO.CO. Esba (École supérieure des beaux-arts de Montpellier) depuis 2012 .

## Œuvres
Gilles Balmet crée des séries d’œuvres sur papier et sur toile à partir de protocoles et de gestes[pas clair].
Il développe des processus de réalisation de peintures et de dessins à l'aide d'outils comme des bombes de peinture, des bacs d'eau ou des encres multiples, associés à des gestes comme le pliage et le trempage. Il crée ainsi des œuvres qui laissent une place à l'aléatoire, tout en étant dans le même temps conditionnées par les gestes et la maîtrise de l'artiste.

### Winterdreams
En 2004, il réalise une première série d'œuvres constituées de paysages réalisés en peinture noire glycérophtalique sur toile.
Le processus consiste à déposer quelques taches de peintures et de lignes en dripping qui sont raclées vers la partie supérieure de l’œuvre de façon à générer l’illusion d’un paysage forestier enneigé.
Un ditptyque de cette série a été acquis par le Fonds d'art contemporain - Paris Collections en 2005 et a été présenté dans l’exposition Intrusions au Petit Palais en 2007.

### Untitled (Rorschach)
La même année, Gilles Balmet développe la série Untitled (Rorschach) à l'occasion d’une résidence à la Cité internationale des arts à Paris.
Il s’agit d’une projection de peinture glycérophtalique noire en dripping sur une toile pré-pliée en éventail, qui est ensuite repliée pour transférer la peinture de chaque côtés des plis. L’œuvre est dépliée dans une deuxième étape, et révèle alors des motifs complexes évoquant les tâches d’encre qu'on retrouve dans le test de Rorschach, dans un ordre symétrique répété sur toute la surface de l’œuvre.
Un ensemble de cette série a été présenté en 2005 dans la galerie de l’École supérieure d’art et de design d’Amiens.
En 2006, une œuvre de cette série a été présentée à la galerie Nuke à Paris.

### Ink mountains
En 2009, Gilles Balmet commence la série Ink Mountains.
L'oeuvre est créée à partir des gestes que l’artiste fait subir à son support, généralement du papier, en le trempant dans des lavis d’encre de chine contenus dans des bacs, tout en pulvérisant de la peinture acrylique en même temps afin de réaliser une image qui oscille entre l’abstraction et la représentation paysagère. Il n’y a pas ici de représentation d’un paysage existant mais l’apparition d’une image surgie de la matière dans un temps très court. Certaines œuvres sont poussées par les gestes de l’artiste vers une ambiguïté photographique.

### Silver Mountains
Gilles Balmet développe la série Silver Mountains au Japon en 2010 lors d’un séjour à la Villa Kujoyama à Kyoto.
Il s'agit d'une mise en négatif de la série des Ink Mountains. Elle est générée à partir de trempages de papiers noirs dans un bac d'eau et de peinture acrylique argent pulvérisée à sa surface, dont le rendu génère une forte ambiguïté avec le négatif photographique.
Cette série servira de base pour l’œuvre Silver mountains réalisée au titre du 1 % artistique dans le hall d’accueil de la Médiathèque de l’Architecture et du Patrimoine de Charenton-le-Pont en 2014.

### Waterfalls
Gilles Balmet entame en 2010 les Waterfalls, réalisées à partir d'écoulements verticaux de petites tâches d’encres colorées qui ont été projetées en amont sur une matière matière pastique au sol et transférée sur un support papier, puis séchées. Ces feuilles de papiers encrées sont ensuite trempées dans des bacs d’eau, ce qui permet la réactivation des encrages et leur diffusion à la surface de l’œuvre. Les feuilles de papier sont alors accrochées verticalement et l’encre se diffuse de façon à générer de grandes plages colorées en dégradés pouvant évoquer des chutes d’eau.
Les Waterfalls sont déclinées en plusieurs ensembles avec des variations dans les processus et les paramètres à l’oeuvre comme les Waterfalls Minimal, les Waterfalls Hybrid, les Double Waterfalls, les Double Waterfalls Minimal. Elles peuvent aussi se développer en polyptyques de grand format.
La série Waterfalls a notamment été présentée en 2011 au Musée régional d’Art contemporain de Sérignan dans l’exposition "Géographie du dessin" ainsi que dans l’exposition "Ca charge" en 2015 à la Panacée à Montpellier, sous un commissariat de Judicaël Lavrador.

### Les écritures
Gilles Balmet crée en 2021 la série des Écritures.
Ces œuvres sont générées par des dépôts de grosses gouttes d’encre à l’aide de pipettes selon des structures plus ou moins organisées et géométriques, puis par un lent écoulement de cette encre grâce aux gestes de l'artiste qui va faire circuler par rotations les supports en papier de différentes tailles. L’interaction des écoulements d’encre et leurs croisements vont générer des motifs complexes dessinant des arborescences plus ou moins chaotiques et structurées.

## Expositions

### Expositions personnelles
2005
- Digital Garden - École supérieure d'art et de design d'Amiens[13].

2006
- Musée de Grenoble : Commande d'une œuvre pour le site internet du Musée.
- One shot by... Gilles Balmet - Galerie Nuke - Paris - Commissaire : Vérane Pina[14].

2007
- The art teacher - Espace Vallès - Saint-Martin-d'Hères[15].

2008
- Enjoy the Silence - Galerie Dominique Fiat - Paris[16].

2009
- Sometimes it snows in april - VOG, Espace municipal d'art contemporain - Fontaine[17].

2010
- Les Nouveaux territoires - Institut Franco-Japonais du Kansaï - Kyoto. Japon.
- Les zones ignorées - Galerie Dominique Fiat - Paris.

2011
- Silver mountains - Galerie Dominique Fiat - Paris[18].
- Neverending Music - Artothèque - Saint-Cloud[19].
- Somewhere Here on earth - Musée Géo Charles - Echirolles[20].
- Elsewhere - ST Microelectronics.

2012
- Librairie de l'Université - Le square - Grenoble[21].

2013
- Espace d’exposition de la médiathèque Marguerite Duras - Paris[22].

2014
- Exposition Collection Gilles Balmet ( partie 2 ) - VOG - Fontaine[23].

2016
- Under the Cherry Moon - galerie Dominique Fiat - Paris[24].

2018
- L'atelier des combles - Belvédère de Saint Martin d'Uriage[2].
- White Rain - Musée Dauphinois - Grenoble[25].
- The color in anything - galerie Marielle Bouchard - Grenoble[2].

2021
- Happy Together - Pavillon Carré de Baudouin[26] - Paris.

2023
- Waterfalls - Galerie AL/MA - Montpellier[27].

### Collections publiques
- 2005 : FMAC, Fonds municipal d'art contemporain, Ville de Paris.
- 2007 : Arthothèque de Villeurbanne, Maison du livre, de l'image et du son François-Mitterrand.
- 2010 : Musée Géo-Charles. Échirolles.

### Résidences
2004 - 2005
- Cité Internationale des Arts, Paris[29].

2010
- Séjour de 6 mois à la Villa Kujoyama à Kyoto au Japon avec Benoît Broisat, résident.

2012
- Résidence de production de Lithographies à l’URDLA, Villeurbanne[30]